# Adolf Ert
Adolf Ert (ur. 31 sierpnia 1902 w Saratowie, zm. 28 czerwca 1975 w Monachium) – niemiecki działacz nazistowski i antykomunistyczny, pisarz i publicysta.
Pod koniec 1914 r. przyjechał do Niemiec. W latach 1922–1927 studiował na uniwersytecie w Berlinie i Frankfurcie nad Menem, a następnie Berlińskim Instytucie Handlowym. W 1931 r. otrzymał tytuł doktora filozofii. W latach 20. i 30. kierował tzw. Rosyjskim Ewangelicznym Biurem Prasowym i wydawnictwem „Ekkardt”, przemianowanym w 1933 r. w „Nibelungen Verlag”. Specjalizowało się ono w antysowieckich publikacjach propagandowych. W marcu 1931 r. A. Ert wstąpił do NSDAP. W grudniu 1932 r. wystąpił z niej, ale ponownie został członkiem partii w marcu 1935 r. W 1933 r. stanął na czele Antykominternu (Zjednoczonego Związku Organizacji Antykomunistycznych w Niemczech), który wydał książkę pt. „Вооруженное восстание: Разоблачения о попытке коммунистического переворота накануне национальной революции”, twierdzącą, że podpalenie Reichstagu przez komunistów było sprowokowane przez Sowietów, aby zamordować Adolfa Hitlera i doprowadzić do rewolucji światowej. Od kwietnia 1936 r. był redaktorem naczelnym czasopisma „Volk”. W 1937 r. w wyniku konfliktu z departamentem polityki wewnętrznej NSDAP został zmuszony do rezygnacji ze wszystkich dotychczasowych funkcji. Napisał szereg książek i broszur o charakterze antykomunistycznym. Podjął pracę jako referent w Urzędzie Statystycznym Rzeszy. Od końca czerwca 1941 r. służył jako oficer Wirtschaftsstab „Ost” przy Oberkommando der Wehrmacht (OKW) na froncie wschodnim. Po zakończeniu wojny współpracował z brytyjskim wywiadem. Wszedł w skład tzw. Organizacji Gehlena. Następnie do końca lat 60. służył w Bundesnachrichtendienst (BND).